# Monestir de Crist Filantrop (segle XIV)
El Monestir de Crist Filantrop (grec: Μοναστήρι του Χριστού Φιλανθρώπου, Monastiri tu Khristú Filanthropu) fou un important monestir de Constantinoble durant l'era dels Paleòlegs. Es trobava al barri de Màngana. Fou un dels dos monestirs amb aquest nom a la capital de l'Imperi Romà d'Orient, juntament amb un altre que havia estat fundat per Irene Ducena al segle xii.

## Història
El 1308, Irene Cumnos, filla de Nicèfor Cumnos i muller del dèspota Joan Paleòleg, tercer fill de l'emperador Andrònic II, decidí fer-se religiosa en quedar vídua. El 1312 feu vot amb el nom d'Eulògia i, amb l'ajut dels seus pares, invertí part de la seva fortuna a restaurar, expandir i embellir un monestir de la primera regió de Constantinoble, que dedicà a Crist Filantrop i del qual no es coneix la història anterior.
El monestir fou concebut com a monestir doble, tant per a homes com per a dones, tot i que cada comunitat vivia per separat. Nicèfor Cumnos i la seva muller s'hi retiraren junts el 1320 i el favorit d'Andrònic II hi morí el 16 de gener del 1327 i hi fou enterrat.
El monestir femení de Crist Filantrop ràpidament esdevingué popular i abans de la mort de la seva fundadora ja comptava més de cent religioses. Irene-Eulògia el dirigí fins a la seva mort el 1360 i participà en les disputes religioses i polítiques en les quals se sumí l'Imperi en aquell període, fent costat als Paleòleg contra Joan VI Cantacuzè. El monestir es convertí en un important centre de pelegrinatge i probablement funcionà fins a la caiguda de Constantinoble el 1453. El monestir masculí, en canvi, no tingué tant d'èxit i no se'n sap gairebé res.
L'església i els edificis del monestir segurament desaparegueren quan el soldà Mehmet II inicià la construcció del seu nou serrall el 1458. Tanmateix, la font santa del monestir, que tenia la reputació de miraculosa, fou respectada i es mantingué com a centre de pelegrinatge important per als grecs de la ciutat (especialment el 6 d'agost) fins al segle xix. Aquesta devoció probablement no cessà completament fins al 1871, quan les obres del ferrocarril provocaren la desaparició de la font i part de les restes del monestir.